# Morpholino

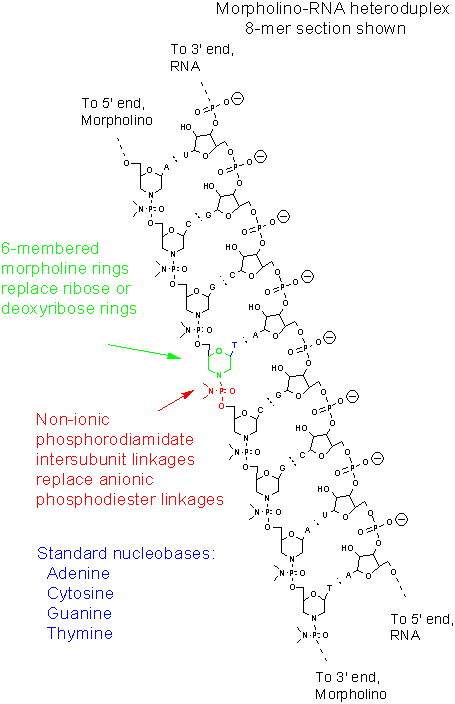
Segment of a Morpholino-RNA heteroduplex, 8-mer shown

En biologie moléculaire, un morpholino est un type de molécule utilisé pour modifier l'expression génétique. La technologie des oligonucléotides morpholinos est une technologie antisens utilisée pour bloquer l'accès d'autres molécules aux séquences spécifiques de certaines molécules d'acide nucléique. Ils peuvent bloquer l'accès des autres molécules à de petites régions (environ 25 bases) de la surface d'appariement des bases des acides ribonucléiques (ARN). Les morpholinos sont parfois référencés par l'appellation PMO, un acronyme anglophone signifiant phosphorodiamidate morpholino oligo. Le mot « morpholino » peut apparaître dans d'autres noms chimiques.  Il se rapporte à des produits chimiques contenant un cycle à six sous-unités morpholine ; cet article discute seulement des oligonucléotides antisens morpholinos.
En recherche biologique, les morpholinos sont habituellement utilisés en tant qu'outils pour la génétique inverse par inactivation de la fonction d'un gène. Ceci est accompli en empêchant les cellules de synthétiser une protéine ciblée ou en modifiant l'épissage d'un pré-ARNm. L’inactivation de l’expression des gènes est une méthode puissante pour étudier la fonction d’une protéine particulière. Dans le même ordre d’idée, induire l’épissage d’un exon spécifique peut aider à déterminer la fonction de la partie de la protéine codée par cet exon. Ces molécules ont été appliquées à l’étude de plusieurs organismes modèles, incluant la souris, le poisson-zèbre et le xénope.
Les morpholinos sont également développés en tant que thérapeutique pharmaceutique dirigée contre les organismes pathogènes tels que les bactéries ou les virus et pour l’amélioration des thérapies contre les maladies génétiques. Ces oligonucléotides synthétiques ont été conçus par le Dr James E. Summerton (Gene Tools, LLC) et développés en collaboration du Dr Dwight D. Weller (AVI BioPharma Inc.).

## Structure
Les morpholinos sont des molécules synthétiques qui résultent d’un réarrangement de la structure naturelle des acides nucléiques. Habituellement d’une longueur de 25 bases, ils se fixent aux séquences complémentaires des ARN par appariement de bases. Du point de vue de la structure, bien que les morpholinos possèdent des bases azotées classiques, ils diffèrent de l’ADN par le fait que ces bases azotées sont fixées sur des cycles morpholines au lieu de désoxyribose. Ces cycles morpholines sont liés entre eux par des groupements phosphorodiamidate au lieu de groupements phosphate. Il est plus facile de visualiser ceci en se référant à la figure 1 et en comparant les structures d’un brin d’ARN et d’un brin morpholino. Le remplacement des groupements phosphate anioniques  par des groupements phosphorodiamidate non chargés élimine l’ionisation dans la gamme habituelle de pH physiologique, de sorte que les morpholinos dans les organismes ou les cellules sont des molécules non chargées. Le squelette entier d’un morpholino est formé de ces sous-unités modifiées. Les morpholinos sont plus habituellement utilisés sous forme d’oligonucléotides monocaténaires, de sorte que les hétéroduplexes formés à partir d’un brin morpholino et un ADN complémentaire peuvent être utilisés en combinaison avec la livraison de réactifs cytosolique cationique.

## Fonction
Contrairement à de nombreux types structurels antisens tels que les phosphorothioates ou les petits ARN interférants, les morpholinos ne dégradent pas les molécules d’ARN auxquelles ils se fixent. Les morpholinos agissent par encombrement stérique en se fixant sur leur séquence cible sur un ARN, ils se mettent sur le chemin de molécules qui en leur absence interagissent avec l’ARN.
Les oligonucléotides morpholinos sont souvent utilisés pour rechercher le rôle d’un ARNm spécifique transcrit chez l’embryon. Les biologistes du développement injectent les oligonucléotides morpholinos dans les œufs ou les embryons du poisson zèbre, du xénope, le poussin et l’oursin produisant ainsi des embryons morphant. Avec un système de transfert cytoplasmique approprié, les morpholinos sont utilisés avec efficacité en culture cellulaire,.
Les morpholinos sont développés en tant que produit pharmaceutique sous le nom de "NeuGene" par AVI BioPharma Inc. Ils ont été utilisés chez les mammifères allant de la souris à l’être humain et certains sont couramment expérimentés dans les tests cliniques  en tant que thérapie anticancer ou dans le traitement de la myopathie de Duchenne.

### Expression normale chez les eucaryotes

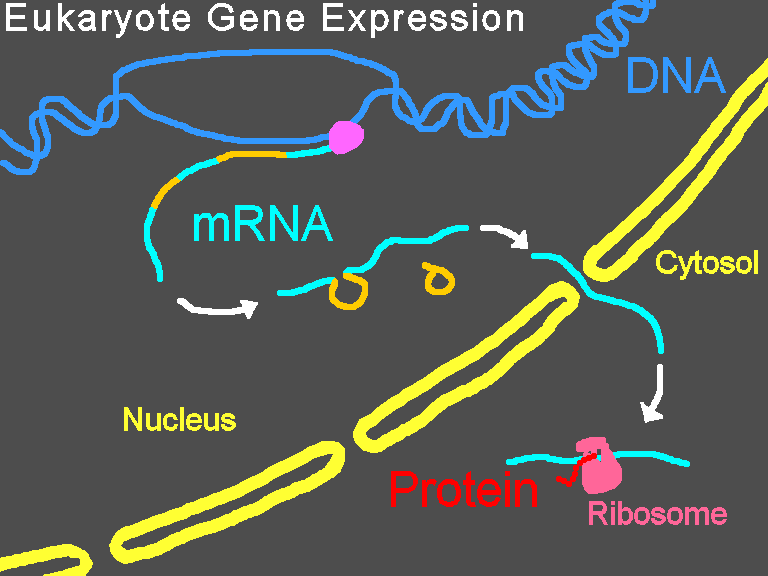
Expression des gènes eucaryotes sans intervention d’un morpholino

Chez les organismes eucaryotes, le pré-ARNm est transcrit dans le noyau, les introns sont épissés, puis l’ARNm mature est exporté du noyau vers le cytoplasme. Les petites sous-unités du ribosome commencent généralement par s’attacher à l’une des extrémités de l’ARNm et y sont rejointes par divers facteurs d’initiation, formant ainsi le complexe d’initiation. Le complexe d’initiation parcourt le brin d’ARNm jusqu’à ce qu’il rencontre le codon d’initiation, à ce moment la grande sous-unité du ribosome se fixe à la petite sous-unité. La traduction de la protéine débute. Ce processus entier est désigné sous l'appellation d'expression génétique.  Il s’agit du processus par lequel l’information d’un gène, codé par la succession des bases azotées dans l’ADN, est converti en une structure protéique. Un morpholino peut modifier l’épissage ou bloquer la traduction selon la séquence en bases du morpholino.

### Blocage de la traduction

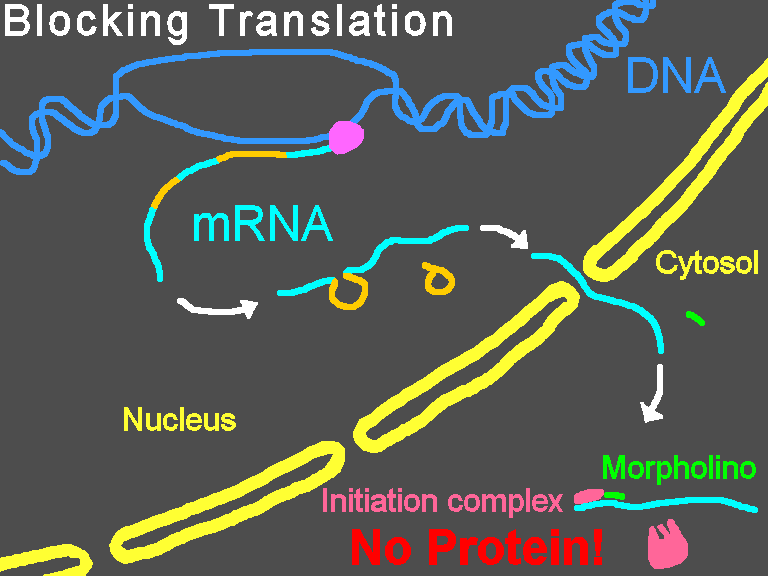
Traduction bloquée par un oligonucléotide morpholino

Liés à une région non traduite en 5' d’un ARN messager (ARNm), les morpholinos peuvent interférer avec la progression du complexe d’initiation ribosomique à partir de la coiffe en 5’ jusqu’au codon d’initiation. Cette inactivation de l’expression génétique empêche la traduction de la région codante du transcrit ciblée. Ceci est utile d’un point de vue expérimental lorsqu’un chercheur souhaite connaître la fonction d’une protéine particulière. Les morpholinos fournissent un moyen commode pour inactiver l’expression de la protéine ciblée et étudier comment l’inactivation change la cellule ou l’organisme. Certains morpholinos inactivent l’expression si efficacement qu’après la dégradation des protéines préexistantes, les protéines ciblées deviennent indétectables par électrotransfert.

### Modification de l’épissage du préARNm

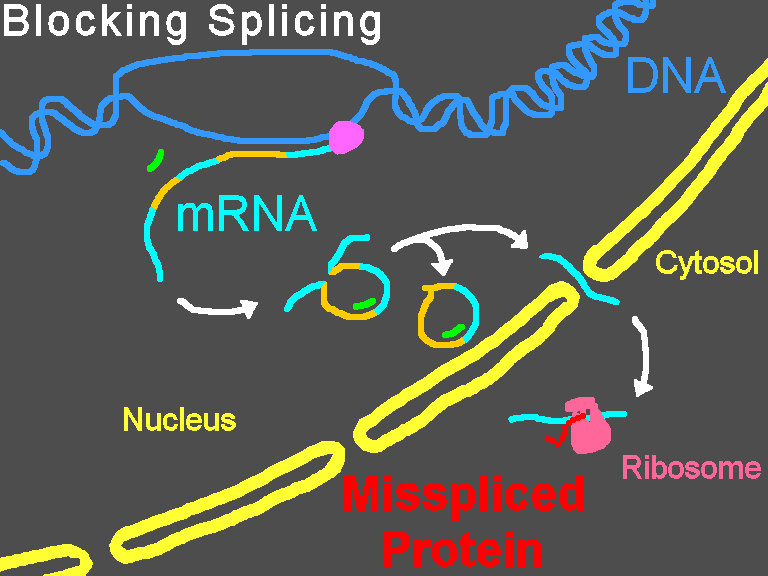
Épissage bloqué par un oligomorpholino

Les morpholinos peuvent interférer avec les étapes de maturation du pré-ARNm, soit en empêchant l’accouplement du complexe des petites ribonucléoprotéines nucléaires (snRNP) avec leurs cibles au bord des introns sur le brin du pré-ARNm, soit en bloquant les adénines nucléophiles, prévenant de la sorte la formation d’épissage des structures en lasso ou en interférant avec l’attachement des protéines régulatrices d’épissage telles que les « splice silencers » et les « splice enhancers ». Empêcher l’attachement des snRNP U1 (sur le site donneur) ou U2/U5 (à moitié sur la polypyrimidine et à moitié sur le site accepteur) peut causer des modifications d’épissage, communément l’exclusion d’exons de la maturation de l’ARNm. Cibler certaines cibles d’épissage conduit à l’exclusion de l’intron, tandis que l’activation de sites d’épissage cachés peut conduire à des inclusions ou exclusions partielles. Les cibles des complexes U11/U12 snRNPs peuvent également être bloquées. La modification d'épissage peut être validée par amplification en chaîne par la polymérase après transcription inverse (RT-PCR) et se manifeste, dans un gel d'électrophorèse, par le déplacement de la bande du produit de la RT-PCR .

### Blocage des autres sites des ARNm
Les morpholinos ont été utilisés pour bloquer l’activité des micro ARN, et pour bloquer l’activité des ribozymes. Les fonctions des snRNP U2 et  U12 ont été inhibées par les morpholinos. Les morpholinos ciblant les séquences glissantes des ARNm dans les régions codantes peuvent induire un décalage des cadres de lecture. Les activités des morpholinos contre cette variété de cibles suggèrent que les morpholinos peuvent être utilisés comme outils d’usage universel pour bloquer les interactions des protéines ou des acides nucléiques avec les ARNm.

## Propriété intellectuelle
Gene Tools, LLC et AVI BioPharma Inc. sont des entreprises qui revendiquent la propriété intellectuelle sur différents aspects des oligonucléotides morpholinos. 